# Oláibar
Oláibar település Spanyolországban, Navarra autonóm közösségben. Oláibar Ezcabarte, Odieta, Anue és Esteribar községekkel határos. Lakosainak száma 407 fő (2024).

## Népesség
A település népessége az elmúlt években az alábbi módon változott:
| Lakosok száma | 167  | 185  | 199  | 224  | 262  | 289  | 363  | 378  | 395  | 407  |
|               | 2001 | 2004 | 2007 | 2009 | 2012 | 2014 | 2017 | 2019 | 2022 | 2024 |